# Bouna Ndiaye
Atle Bouna Black Ndiaye (nacido el 22 de octubre de 1992 en Bergen, Noruega), conocido simplemente como Bouna Ndiaye, es un jugador de baloncesto noruego que juega en el Club Baloncesto Ciudad de Ponferrada de la Liga LEB Plata. Con 2,00 metros de estatura, juega en la posición de alero. Además, es internacional absoluto con la Selección de baloncesto de Noruega.

## Trayectoria
Se formó académicamente en Estados Unidos, ingresando en la Universidad de Barry en 2012 para jugar una temporada con los Buccaneers antes de ser transferido en 2013 a la Universidad de Northwest Nazarene, donde tras un año sin jugar por aplicación de las reglas universitarias de redshirt, disputó durante cuatro temporadas la División II de la NCAA con los Crusaders y se graduó en 2017 con promedios de 17.5 puntos y 4.8 rebotes.
Inicia su carrera profesional en la temporada 2017-18 en el Real Canoe, club de LEB Plata española, disputando 20 partidos en los que registró una media de 5.7 puntos. Es dado de baja en el mes de febrero de 2018 y seguidamente ficha con el GET Vosges de la liga NM1 francesa (tercera división del país), donde termina la temporada.
En la temporada 2018-19 firma con el Glasgow Rocks, club de la Liga BBL británica, registrando 10.4 puntos, 3.1 rebotes y un 39% en lanzamientos de tres puntos.
En la temporada 2019-20 permanece en la liga británica, esta vez en las filas del Sheffield Sharks, acreditando 9 puntos y 2.5 rebotes hasta la cancelación prematura de la temporada debido a la pandemia de coronavirus.
En la temporada 2020-21 regresa a su país donde ficha por el Flyyingen BBK para disputar la liga noruega. Se convierte en uno de los mejores jugadores de la competición, promediando 23 puntos (segundo máximo anotador) y 5 rebotes por partido. 
Inicia la temporada 2021-22 en las filas del Thor AK de la liga islandesa, disputando 17 encuentros en los que acredita 13.9 puntos y 5.6 rebotes, hasta abandonar el club en marzo de 2022 para volver a Noruega y firmar con el Flyyingen BBK, donde finaliza la temporada.
En octubre de 2022 se incorpora al Cáceres Patrimonio de la Humanidad, club español de Liga LEB Oro, con un contrato temporal. Ndiaye solo permanecería un mes en el conjunto extremeño, disputando 6 encuentros en los que promedió 4 puntos y 1.5 rebotes.
El 15 de noviembre de 2022, se incorpora al Grupo Alega Cantabria de la Liga LEB Oro. El 5 de enero de 2023, Bouna Ndiaye y  el Grupo Alega Cantabria acordaron resolver la relación contractual entre ambas partes, a petición del jugador y atendiendo a motivos estrictamente personales.
El 2 de febrero de 2024, firma por el Club Baloncesto Ciudad de Ponferrada de la Liga LEB Plata.

## Internacional
Es internacional absoluto con la selección nacional de Noruega, con la que logró la medalla de plata en el Campeonato de Europa de los Países Pequeños de 2018.